# 佩滕多夫
佩滕多夫是德国巴伐利亚州的一个市镇。总面积24.58平方公里，总人口3296人，其中男性1653人，女性1643人（2011年12月31日），人口密度134人/平方公里。